# Reino de Kotoko
El reino de Kotoko era una monarquía africana en lo que hoy es el norte de Camerún y Nigeria, y el suroeste de Chad. Sus habitantes y sus descendientes modernos son conocidos como el pueblo Kotoko.
El ascenso de Kotoko coincidió con el declive de la civilización sao en el norte de Camerún. Un rey encabezó el estado naciente, que llegó a asimilar varios reinos más pequeños. Entre estos estaban Kousséri, Logone-Birni, Makari y Mara. Kotoko se extendió a partes de lo que hoy es el norte de Camerún y Nigeria, y el sudoeste de Chad a mediados del siglo XV. Logone-Birni emergió como el más influyente de los reinos derivados del pueblo Kotoko.
El Imperio Kanem llevó el norte de Kotoko a su esfera de influencia desde el principio. A través de las acciones de misioneros y conquistadores, la mayor parte de la población del norte de Kotoko se había convertido al islam en el siglo XIX. Ese mismo siglo, Kotoko fue completamente integrado en el Imperio Kanem-Bornu, y el islam continuó extendiéndose. Los gobernantes de Bornu dividieron el territorio en mitades norte y sur, lo que permitió a Logone-Birni en el sur mantener cierto grado de autonomía bajo su jefe supremo. Logone-Birni se dividió en provincias encabezadas por subjefes.
Kotoko, junto con el resto de Bornu, se dividió entre las potencias europeas durante el período colonial de África. En los tiempos modernos, ha habido algún conflicto entre los kotoko y los árabes Baggara.